# Troy Ruttman
Troy Lynn Ruttman (Mooreland, 11 marzo 1930 – Lake Havasu City, 19 maggio 1997) è stato un pilota automobilistico statunitense, vincitore della 500 Miglia di Indianapolis 1952 su una vettura Kuzma con motore Offenhauser.

## Carriera
Ruttman prese parte 12 volte alla 500 Miglia di Indianapolis tra il 1949 e il 1964, vincendo l'edizione 1952 a 22 anni, 2 mesi e 19 giorni e diventando il più giovane vincitore della competizione, record che detiene tuttora. Ruttman divenne anche il più giovane vincitore di un Gran Premio di Formula 1, in quanto nel 1952 la 500 Miglia era inserita nel calendario del campionato. Tale primato venne battuto solamente nel 2003 al Gran Premio d'Ungheria, con la vittoria di Fernando Alonso.
Tra il 1950 e il 1960 la 500 Miglia faceva parte del Campionato mondiale di Formula 1, per questo motivo Ruttman ha all'attivo anche 8 Gran Premi e una vittoria in F1. Nel 1958 partecipò al Gran Premio di Francia alla guida di una Maserati, classificandosi in 10ª posizione e si qualificò per il Gran Premio di Germania, ma problemi al propulsore gli impedirono di prendere parte alla gara.
Morì nel 1997 a causa di un cancro ed è stato sepolto nel cimitero di Mooreland, Oklahoma.

## Risultati in Formula 1
| 1950 | Scuderia               | Vettura  |  |  |    |  |  |  |  |  |  |  |  | Punti | Pos. |
| ---- | ---------------------- | -------- |  |  | -- |  |  |  |  |  |  |  |  | ----- | ---- |
| 1950 | Bowes Seal Fast Racing | Lesovsky |  |  | 15 |  |  |  |  |  |  |  |  | 0     |      |

| 1951 | Scuderia                | Vettura           |  |     |  |  |  |  |  |  |  |  |  | Punti | Pos. |
| ---- | ----------------------- | ----------------- |  | --- |  |  |  |  |  |  |  |  |  | ----- | ---- |
| 1951 | Agajanian Featherweight | Kurtis Kraft 2000 |  | Rit |  |  |  |  |  |  |  |  |  | 0     |      |

| 1952 | Scuderia       | Vettura             |  |   |  |  |  |  |  |  |  |  |  | Punti | Pos. |
| ---- | -------------- | ------------------- |  | - |  |  |  |  |  |  |  |  |  | ----- | ---- |
| 1952 | J.C. Agajanian | Kuzma Indy Roadster |  | 1 |  |  |  |  |  |  |  |  |  | 8     | 7º   |

| 1954 | Scuderia                     | Vettura           |  |   |  |  |  |  |  |  |  |  |  | Punti | Pos. |
| ---- | ---------------------------- | ----------------- |  | - |  |  |  |  |  |  |  |  |  | ----- | ---- |
| 1954 | Automobile Shippers/Casaroll | Kurtis Kraft 500A |  | 4 |  |  |  |  |  |  |  |  |  | 1,5   | 23º  |

| 1955 | Scuderia    | Vettura      |  |  |    |  |  |  |  |  |  |  |  | Punti | Pos. |
| ---- | ----------- | ------------ |  |  | -- |  |  |  |  |  |  |  |  | ----- | ---- |
| 1955 | Novi Racing | Kurtis Kraft |  |  | NQ |  |  |  |  |  |  |  |  | 0     |      |

| 1956 | Scuderia  | Vettura           |  |  |     |  |  |  |  |  |  |  |  | Punti | Pos. |
| ---- | --------- | ----------------- |  |  | --- |  |  |  |  |  |  |  |  | ----- | ---- |
| 1956 | John Zink | Kurtis Kraft 500C |  |  | Rit |  |  |  |  |  |  |  |  | 0     |      |

| 1957 | Scuderia  | Vettura              |  |  |     |  |  |  |  |  |  |  |  | Punti | Pos. |
| ---- | --------- | -------------------- |  |  | --- |  |  |  |  |  |  |  |  | ----- | ---- |
| 1957 | John Zink | Watson Indy Roadster |  |  | Rit |  |  |  |  |  |  |  |  | 0     |      |

| 1958 | Scuderia                           | Vettura                           |  |  |  |    |  |    |  |    |  |  |  | Punti | Pos. |
| ---- | ---------------------------------- | --------------------------------- |  |  |  | -- |  | -- |  | -- |  |  |  | ----- | ---- |
| 1958 | J.C. Agajanian Scuderia Centro Sud | Kuzma Indy Roadster Maserati 250F |  |  |  | NQ |  | 10 |  | NP |  |  |  | 0     |      |

| 1960 | Scuderia  | Vettura              |  |  |     |  |  |  |  |  |  |  |  | Punti | Pos. |
| ---- | --------- | -------------------- |  |  | --- |  |  |  |  |  |  |  |  | ----- | ---- |
| 1960 | John Zink | Watson Indy Roadster |  |  | Rit |  |  |  |  |  |  |  |  | 0     |      |

| Legenda | 1º posto     | 2º posto | 3º posto    | A punti         | Senza punti/Non class.  | Grassetto – Pole position Corsivo – Giro più veloce |
| Legenda | Squalificato | Ritirato | Non partito | Non qualificato | Solo prove/Terzo pilota | Grassetto – Pole position Corsivo – Giro più veloce |